# Tha Dogg Pound
Tha Dogg Pound is een Amerikaans hiphopgroep die bestaat uit Daz Dillinger en Kurupt. Zij kregen in het begin van hun carrière een contract bij Death Row Records en behoorden tot het labels grote succes.

## Geschiedenis
De groep maakte hun rapdebuut in 1992 op Dr. Dre's The Chronic, ze waren te horen op verschillende nummers. Ze verschenen ook op Snoop Doggs debuutalbum Doggystyle en de Death Row-soundtracks Murder Was The Case en Above The Rim. Hun debuutalbum Dogg Food werd uitgebracht in 1995. Het was weer een aanvulling op de controverse van hardcore hiphop als gevolg van de seksuele en gewelddadige teksten en verkocht twee miljoen albums.
Kurupt en Daz brachten solo-albums uit vanaf 1998. Ze verlieten beiden uiteindelijk de afbrokkelende Death Row Records in 1999. Daz vertrok vanwege langdurige interne strijd op het label na de moord op vriend en labelgenoot Tupac Shakur in 1996. Na het vertrek van Tha Dogg Pound uit Death Row, beweerde labeleigenaar Suge Knight dat hij eigenaar was van de naam "Tha Dogg Pound" en alle tracks die werden opgenomen voordat ze vertrokken. Om toen een juridische strijd te voorkomen, veranderden zij hun marketingnaam in D.P.G., afkorting voor Dogg Pound Gangstaz.
In 2002 ontstond er een vete tussen de twee wanneer Kurupt besloot om terug te ondertekenen bij Death Row Records, tot teleurstelling van iedereen die betrokken was bij de groep. In januari 2005 bracht Daz nog een solo-album uit getiteld Tha Dogg Pound Gangsta LP. Tha Dogg Pound kwam vervolgens weer bij elkaar als een groep en bracht Dillinger & Young Gotti II uit in november 2005. In 2006 besloot Snoop Dogg om mee te doen en de drie brachten hun officiële reünie album Cali Iz Active uit.
Een uitgebreide band, aangeduid als D.P.G.C. (kort voor Dogg Pound Gangsta Crips), bestaat uit Tha Dogg Pound, Snoop Dogg, Nate Dogg, Warren G, Soopafly, Lil' ½ Dead, Tha Eastsidaz, en anderen. De Dogg Pound Gangstaz worden vaak gekenmerkt op elkaars albums en projecten.

## Discografie

### Studioalbums
- Dogg Food (1995)
- Dillinger & Young Gotti (2001)
- Dillinger & Young Gotti II: Tha Saga Continuez... (2005)
- Cali Iz Active (2006)
- Dogg Chit (2007)
- That Was Then, This Is Now (2009)
- 100 Wayz (2010)

### Compilatiealbums
- 2002 (2001)
- The Last of Tha Pound (2004)
- Keep on Ridin (2010)
- Doggy Bag (2012)